# Сецемін (гміна)
Гміна Сецемін (пол. Gmina Secemin) — сільська гміна у східній Польщі. Належить до Влощовського повіту Свентокшиського воєводства.
Станом на 31 грудня 2011 у гміні проживало 4981 особа.

## Територія
Згідно з даними за 2007 рік площа гміни становила 164.13 км², у тому числі:
- орні землі: 50.00%
- ліси: 40.00%

Таким чином, площа гміни становить 18.11% площі повіту.

## Населення
Станом на 31 грудня 2011:
| Опис     | Загалом | Загалом | Чоловіки | Чоловіки | Жінки | Жінки |
| -------- | ------- | ------- | -------- | -------- | ----- | ----- |
| одиниця  | осіб    | %       | осіб     | %        | осіб  | %     |
| все      | 4981    | 100     | 2482     | 49.83    | 2499  | 50.17 |
| міське   | 0       | 100     | 0        |          | 0     |       |
| сільське | 4981    | 100     | 2482     | 49.83    | 2499  | 50.17 |

## Сусідні гміни
Гміна Сецемін межує з такими гмінами: Влощова, Конецполь, Радкув, Щекоцини.